# مارلتون (مریلند)
مارلتون (به انگلیسی: Marlton) شهری در ایالت مریلند کشور ایالات متحده آمریکا است که جمعیت آن در سرشماری سال ۲۰۱۰ میلادی، ۹٬۰۳۱ نفر بوده‌ است.